# Amarna Grab 13
Bei dem Grab 13 in der Nekropole der mittelägyptischen Stadt Amarna handelt es sich um das Grab des Nefercheperuhersecheper, der Bürgermeister von Achet-Aton (Amarna) war. Die Grabanlage, die zur südlichen Gräbergruppe gehört, wurde nie vollendet. Es gibt eine in den Fels gehauene, unfertige Grabkapelle, deren Haupthalle von sechs Säulen gestützt werden sollte, von denen nur ein Teil fertig gestellt worden ist. Eine Treppe führt hinab zur Grabkammer, die jedoch nie vollendet wurde. An der Ostwand der Kapelle findet sich ein in den Fels gehauener Türrahmen, die folgenden Räume sind jedoch nie angelegt worden. Es sind kaum Reste von Dekoration erhalten. Am Eingang findet sich eine vierzeilige Inschrift. Sie nennt König (Pharao) Echnaton und seine Große königliche Gemahlin Nofretete und überliefert den Titel und Namen des Grabinhabers.

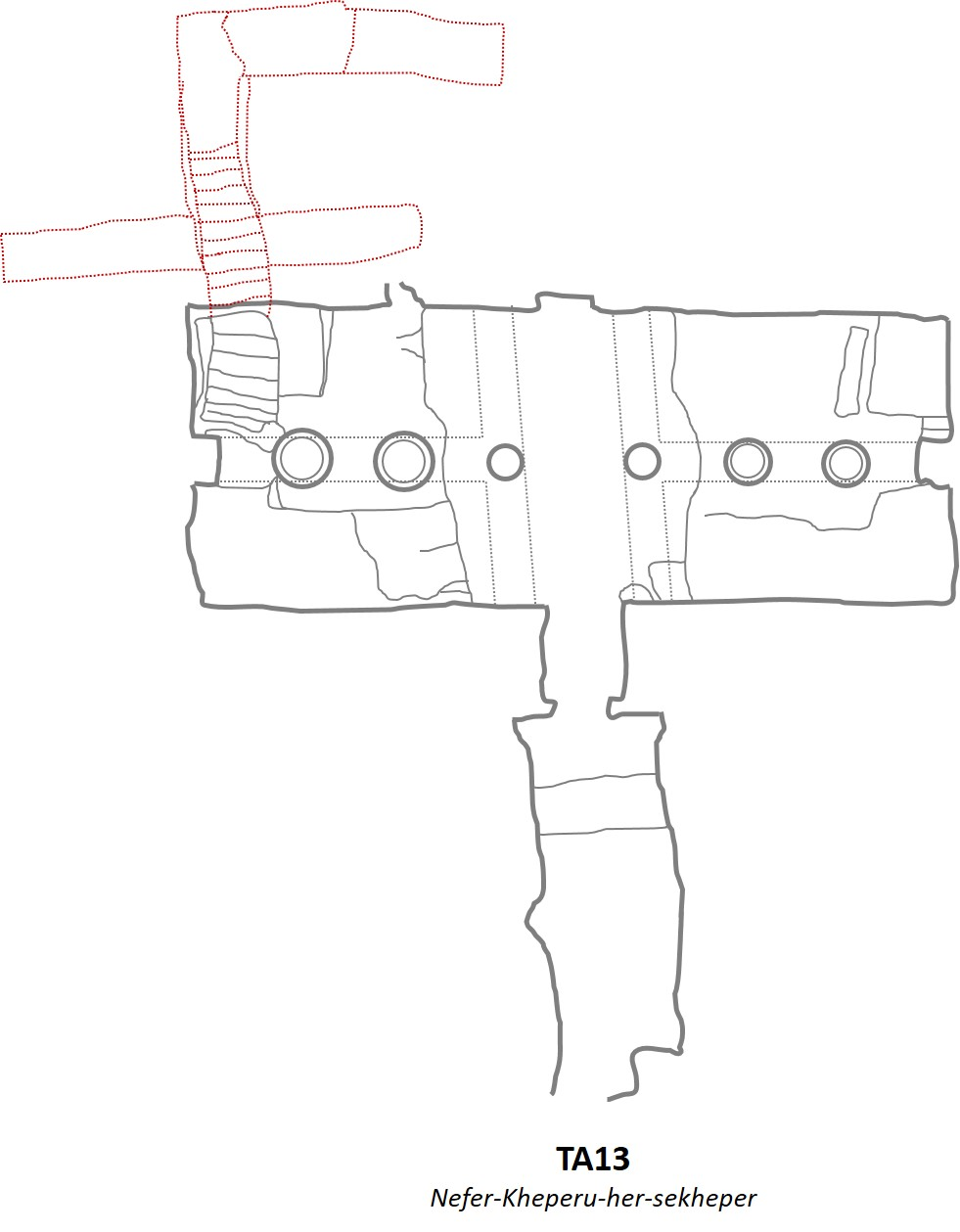
Plan der Grabanlage